# Pierre Bertrand (député québécois)
Pour les articles homonymes, voir Pierre Bertrand et Bertrand.
Pierre « Pit » Bertrand (né le 24 décembre 1875 à Québec, mort le 22 décembre 1948 à Québec) était un homme politique québécois. 

## Honneurs et hommages toponymiques
- Le boulevard Pierre-Bertrand a été nommé en son honneur, en 1943, dans la ville de Québec-Ouest, maintenant présent dans la ville de Québec.
- Une plaque "Ici vécut de la ville de Québec est présente au 292 avenue des Oblats, en son honneur, pour indiquer son ancien lieu de résidence.

## Liens
- Ressource relative à la vie publique :   - Assemblée nationale du Québec